# Parafia św. Stanisława Kostki w Trębkach
Parafia Świętego Stanisława Kostki w Trębkach – parafia należąca do dekanatu Żychlin diecezji łowickiej. Erygowana w 1303. Mieści się pod numerem 27. Duszpasterstwo w niej prowadzą księża diecezjalni.
Miejscowości należące do parafii: Anielin, Białka, Dąbkowice, Długołęka, Feliksów, Halinów Skrzański, Helenów Trębski, Józefków, Kiełpieniec, Mellerów, Modrzew, Nowa Wieś, Osowia, Pieryszew, Pobórz, Przyzórz, Skarżyn, Skarżynek, Skrzany, Swoboda, Trębki, Tuliska, Witoldów.